# Ljubiša Savić
Ljubiša "Mauzer" Savić (Srbskou Cyrilicí Љубиша Маузер Савић, 11. srpna 1958 – 7. června 2000) byl bosenskosrbský velitel elitní jednotky Panteri ve válce v Bosně a Hercegovině a poválečný politik. Za jeho činy ve válce se považuje zajištění města Bijeljina pro Vojska Republiky srbské a obrana vesnic Smoluća a Tinja.

## Život
Před válkou v Jugoslávii Savić pracoval jako pečovatel.
V bosenské válce (1992 – 1995) "Mauzer" velel Gardě Panteri (Srbskou Cyrilicí Гарда Пантери), která byla později začleněna jako speciální jednotka do ozbrojených sil Republiky srbské. Spolu s dalšími polovojenskými srbskými jednotkami, jako je Srbská dobrovolnická garda pod vedením Željka „Arkana“ Ražnatoviće, se Savić a jeho jednotka podíleli na dobytí jeho rodného města Bijeljina. Po dobytí města Bijeljina došlo k masakru, při kterém bylo zabito 48 až 78 civilistů. Mauzerova jednotka také během války prorazila obléhání několika menších měst. Ljubiša Savić byl velitelem zajateckého tábora Batković v Bijeljině, který byl zřízen v červnu 1992 na farmě, kde bylo údajně „kvůli vlastní ochraně“ zadrženo přibližně 1200–1700 nesrbských válečných zajatců a třetina civilistů. V táboře byli vězni ubytováni ve špatných podmínkách a srbští vojáci s nimi zacházeli špatně.
Po válce se „Mauzer“ stal policejním šéfem v Bijeljině. Savić byl od té doby obětí opakovaného počtu pokusů o atentát. V červenci 1998 těsně unikl smrti, kterou měla způsobit bomba umístěná pod jeho autem. Při tomto pokusu o atentátu na Saviće však dva z jeho bývalých bratrů ve zbrani zemřeli. Když byl Srdjan Knežević zastřelen před jeho domem v Pale, Savić zatkl sedm podezřelých, včetně Karadžićových sympatizantů. Avšak po obvinění z mučení mu bylo zakázáno vykonávat jakoukoli další policejní práci a podezřelé musel propustit.

## Smrt
Savic byl zastřelen ve svém vozidle poblíž vlakového nádraží 7. června 2000. Podle zpráv svědků se náhle objevilo vozidlo, z něhož byla zahájena palba automatickou střelnou zbraní. Savić byl zasažen šesti ze třinácti vystřelených střel a byl okamžitě zabit.